# B. Dalton
B. Dalton Bookseller (thường được gọi là B. Dalton hoặc B. Dalton's) là một chuỗi cửa hàng sách bán lẻ của Mỹ được thành lập vào năm 1966 bởi Bruce Dayton, một thành viên trong cùng một gia đình điều hành chuỗi cửa hàng bách hóa Dayton. B. Dalton mở rộng để trở thành nhà bán lẻ sách bìa cứng lớn nhất ở Hoa Kỳ, với 798 cửa hàng ở đỉnh cao thành công của chuỗi.
Nằm chủ yếu ở các trung tâm mua sắm, B. Dalton chủ yếu cạnh tranh với Waldenbooks. Barnes & Noble mua lại chuỗi từ Dayton's vào năm 1987 và tiếp tục hoạt động cho đến khi có thông báo cuối năm 2009 rằng 50 cửa hàng cuối cùng sẽ được thanh lý vào tháng 1 năm 2010.

## Lịch sử
Bruce Dayton, một thành viên của gia đình điều hành Dayton's, một chuỗi cửa hàng bách hóa có trụ sở tại Minneapolis, Minnesota, thành lập chuỗi cửa hàng B. Dalton vào năm 1966. Ông đặt tên cho chuỗi cửa hàng sách theo tên mình, nhưng thay thế chữ L cho chữ Y trong họ của ông. Cái tên B. Dalton cũng được chọn vì nó "hàm ý chất lượng, độ tin cậy và uy quyền".
Cửa hàng đầu tiên được mở ở Edina gần đó vào tháng 8 cùng năm, tiếp theo là cửa hàng thứ hai ở St. Louis, Missouri. Mặc dù ban đầu chuỗi dự định hoạt động ở các khu trung tâm và khu vực ngoại ô, phần lớn các cửa hàng được mở bên trong các trung tâm mua sắm trong khu vực. Năm 1969, Dayton's sát nhập với Hudson's của Detroit và trở thành Dayton Hudson Corporation (hiện nay là Target Corporation).
B. Dalton đã mở rộng trong suốt những năm 1960 và 1970, từ mười hai cửa hàng vào năm 1968 lên 125 trong năm năm sau đó, đạt đỉnh 798 cửa hàng vào năm 1986. Năm 1968, chuỗi mua lại Pickwick Books có trụ sở ở California; 2 công ty được hợp nhất vào năm 1979. B. Dalton có cửa hàng ở 43 trong số 50 bang vào năm 1978, và đứng thứ hai sau Waldenbooks (khi đó là hiệu sách lớn nhất Hoa Kỳ) về số lượng cửa hàng, nhưng lại có lợi nhuận cao hơn đối thủ. Cửa hàng flagship đầu được mở tại Manhattan vào tháng 12 năm 1978, và từ năm 1983 đến 1986, chuỗi này đã lấy lại tên Pickwick như một hiệu sách giảm giá.

### Những năm 1980 và 1990

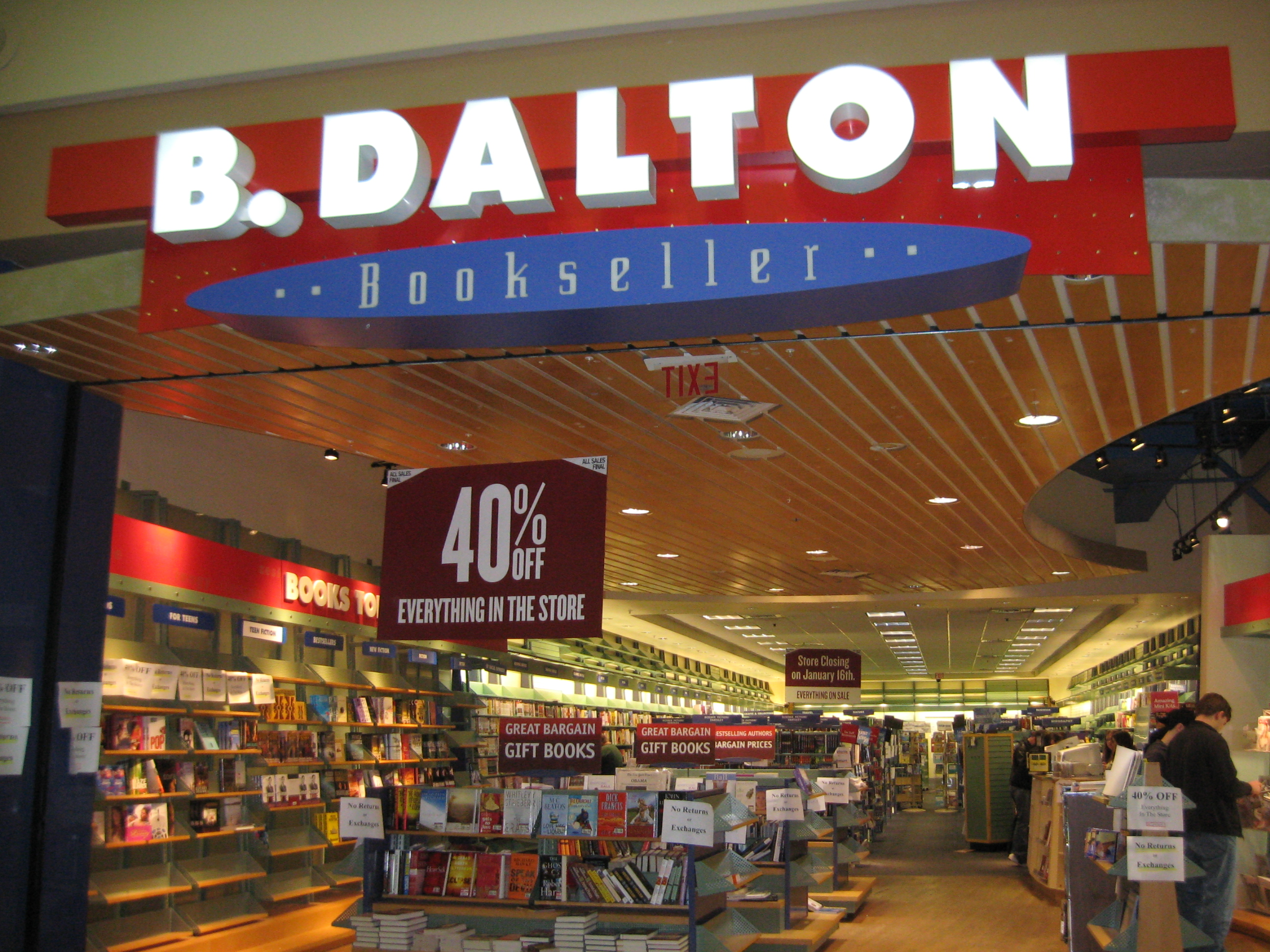
Một cửa hàng B. Dalton ở Slidell, Louisiana, vài tuần trước khi đóng cửa

Đến năm 1986, các hoạt động giảm giá của các chuỗi sách đối thủ đã khiến lợi nhuận của các cửa hàng B. Dalton giảm, các trung tâm mua sắm mới cũng giảm theo. Do lợi nhuận giảm, Tập đoàn Dayton Hudson đã bán chuỗi B. Dalton cho Barnes & Noble. Dưới quyền sở hữu của Barnes & Noble, B. Dalton mua lại Scribner Book Stores, Inc. từ Rizzoli International Bookstores vào năm 1989, và bắt đầu một cửa hàng bán trò chơi điện tử có tên Software, v.v. (nay là GameStop). Cùng lúc đó, chuỗi bắt đầu đóng cửa hoặc chuyển vị trí các cửa hàng oulet, trong khi mở ra các nguyên mẫu thử nghiệm khác. Đến năm 1997, chuỗi đã thu hẹp xuống còn 528 địa điểm, và tiếp tục đóng nhiều cửa hàng hơn nữa trong thập kỷ tiếp theo.
Vào tháng 1 năm 2010, Barnes & Noble đã đóng cửa 50 địa điểm cuối cùng của B. Dalton, ngoại trừ các cửa hàng tại Union Station ở Washington, DC và Roosevelt Field Mall ở Garden City, New York. Cửa hàng ở Roosevelt Field Mall đóng cửa vào tháng 1 năm 2012 còn ờ Union Station thì đóng cửa vào cuối tháng 2 năm 2013.

## Mục tiêu
Ban đầu, B. Dalton nhắm đến những khách hàng trung lưu ở ngoại ô, với những cửa hàng có sàn lát gỗ và lối đi rộng. Sau đó, cửa hàng chuyển sang phương pháp tiếp cận thị trường đại chúng, cho phép cung cấp nhiều đầu sách hơn. B. Dalton cũng là một trong những chuỗi đầu tiên trưng bày sách bìa cứng và bìa mềm cạnh nhau. B. Dalton cũng là nhà tài trợ lâu năm loạt chương trình truyền hình Reading Rainbow của PBS.

## Software Etc.

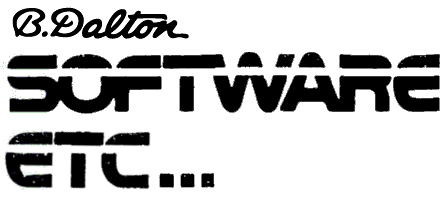
Logo của Software Etc. khi được B. Dalton tung ra vào năm 1985

Năm 1985, B. Dalton mở công ty phần mềm đầu tiên, chuyên bán sách máy tính, tạp chí và sản phẩm phần mềm. Software Etc. ban đầu bắt đầu hoạt động tại các hiệu sách B. Dalton nhưng bị tách ra vào năm 1987 và bắt đầu tập trung vào các cửa hàng độc lập. Năm 1994, Software Etc. được hợp nhất thành công với đối thủ cạnh tranh Babbage's. Năm 1996, NeoStar Retail Group Inc., khi đó là chủ sở hữu của Software Etc. và Babbage's, đã đệ đơn xin phá sản theo điều 11 và ra bán cả hai chuỗi cửa hàng. Đến tháng 11, NeoStar không tìm được người mua và thông báo rằng tất cả 707 cửa hàng thuộc sở hữu của công ty sẽ đóng cửa trong năm tới. Đến ngày 26 tháng 11, kế hoạch đóng cửa các cửa hàng bị tạm dừng vì tài sản của NeoStar đã được bán cho một nhóm nhà đầu tư do nhà bán lẻ Leonard Riggio đứng đầu. Năm 1999, Babbage's Etc. mới được thành lập đã ra mắt chuỗi GameStop và được bán cho Barnes & Noble. Việc mua bán đã tái hợp chuỗi Software Etc. với công ty mẹ ban đầu của nó, B. Dalton. Barnes & Noble mua Funco, Inc. vào năm 2000 và sáp nhập Babbage's Etc. để trở thành công ty con thuộc sở hữu hoàn toàn của Funco. Funco đổi tên thành GameStop, Inc. và độc lập khỏi Barnes & Noble vào năm 2004. Kể từ đó, GameStop đã loại bỏ dần tên Software Etc. khỏi các cửa hàng của mình.

## Trong văn hoá đại chúng
Một cửa hàng B. Dalton xuất hiện tại Southfields Mall trong bộ phim Wonder Woman 1984 vào năm 2020.